# Haparanda
 Ovo je glavno značenje pojma Haparanda. Za druga značenja pogledajte Haparanda (razdvojba).
Haparanda je grad i središte istoimene općine u sjevernoj Švedskoj u županiji Norrbotten.

## Stanovništvo
Prema podacima o broju stanovnika iz 2005. godine u gradu živi 4.778 stanovnika.

## Vanjske poveznice
- Službene stranice grada

### Ostali projekti
|  | Zajednički poslužitelj ima još gradiva o temi Haparanda |